# Kamionka (SIMC 0081524)
Kamionka  (także Kamionka nad jeziorem Zamarte lub Kamionka k/Doręgowic) – osada w Polsce położona w województwie pomorskim, w powiecie chojnickim, w gminie Chojnice.
Osada nad jeziorem Zamarte u zbiegu dróg: krajowej nr 25 z wojewódzką nr 212. Miejscowość wchodzi w skład sołectwa Doręgowice.
W latach 1975–1998 miejscowość należała administracyjnie do województwa bydgoskiego.

## Osady o nazwie Kamionka w gminie Chojnice
W gminie Chojnice istnieją dwie miejscowości podstawowe typu osada o nazwie Kamionka. Niniejszy artykuł dotyczy osady, która posiada identyfikator SIMC 0081524. Drugą z nich jest osada Kamionka, która posiada identyfikator SIMC 0082328.